# Talio (I)
El talio (I) es un estado de oxidación en que se encuentra el talio en numerosos compuestos. Su estabilidad como catión Tl+ en solución acuosa es muy alta a cualquier pH.